# Anomala minangorum
Anomala minangorum är en skalbaggsart som beskrevs av Carsten Zorn 1998. Anomala minangorum ingår i släktet Anomala och familjen Rutelidae. Inga underarter finns listade i Catalogue of Life.